# USS Defiant (NX-74205)
USS Defiant (NX-74205) je fiktivní prototypová loď stejnojmenné třídy ze sci-fi seriálu Star Trek: Stanice Deep Space Nine. Velel ji komandér (později kapitán) Benjamin Sisko, případně v jeho zastoupení major (později plukovník) Kira Nerys nebo nadporučík Worf.
V roce 2371 (epizoda „Pátrání (1. část)“) byla přidělena vesmírné stanici Deep Space Nine, jež se nachází na strategickém místě poblíž červí díry do kvadrantu Gamma. Již od první mise, výzvědné výpravy do tohoto kvadrantu, byl Defiant vybaven romulanským maskovacím zařízením, které Romulané Spojené federaci planet poskytli výměnou za získané informace. Později nějak sešlo z toho, že by jej Federace musela vrátit.
Po zničení prvního Defiantu v roce 2375 breenskými loděmi (epizoda „Proměnlivá tvář zla“) byl nahrazen jinou lodí stejné třídy. Jednalo se o USS São Paulo (NCC-75633), posádka však dostala zvláštní povolení přejmenovat ji na Defiant.